# Boys Be
Boys Be – drugi minialbum południowokoreańskiej grupy Seventeen, wydany 10 września 2015 roku przez Pledis Entertainment i dystrybuowany przez LOEN Entertainment. Płytę promował singel „Mansae” (kor. 만세).
Minialbum ukazał się w dwóch edycjach: „Hide” i „Seek”. Sprzedał się w nakładzie 166 632 egzemplarzy w Korei Południowej (stan na październik 2017 r.).

## Lista utworów
| Nr | Tytuł                                                             | Słowa                                         | Kompozycja                            | Aranżacja                      | Czas |
| -- | ----------------------------------------------------------------- | --------------------------------------------- | ------------------------------------- | ------------------------------ | ---- |
| 1. | "Fronting" (kor. 표정관리 Pyojeong Gwanri) (Hip-hop Team)         | Woozi, S.Coups, Vernon, Mingyu, Wonwoo        | Bumzu                                 | Bumzu                          | 3:05 |
| 2. | "Mansae" (kor. 만세)                                              | Woozi, S.Coups, Wonwoo, Mingyu, Vernon, Bumzu | Woozi, Bumzu                          | Bumzu                          | 3:06 |
| 3. | "When I Grow Up" (kor. 어른이 되면 Eoreuni Doemyeon) (Vocal Team) | Woozi                                         | Woozi, Won Young-heon, Dong Ne-hyeong | Won Young-heon, Dong Ne-hyeong | 3:23 |
| 4. | "OMG" (Performance Team)                                          | Woozi, Dino                                   | Woozi, Won Young-heon, Dong Ne-hyeong | Won Young-heon, Dong Ne-hyeong | 3:04 |
| 5. | "ROCK"                                                            | Woozi, S.Coups, Wonwoo, Vernon                | Woozi, Won Young-heon, Dong Ne-hyeong | Won Young-heon, Dong Ne-hyeong | 3:12 |

## Notowania
| Lista                     | Pozycja |
| ------------------------- | ------- |
| Gaon Weekly Album Chart   | 2       |
| Gaon Monthly Album Chart  | 4       |
| Gaon Yearly Album Chart   | 15      |
| Oricon Weekly Album Chart | 35      |
| Billboard World Albums    | 8       |
| Five Music (Tajwan)       | 7       |